# Joekie Broedelet
Wilhelmina (Joekie) Broedelet  (’s-Gravenhage, 4 oktober 1903 – Amsterdam, 3 juli 1996) was een Nederlands actrice. Hoewel ze soms wordt aangeduid als Joeki schreef ze haar eigen roepnaam als Joekie.

## Biografie
Joekie Broedelet werd geboren als Wilhelmina van den Heuvel en werd gewettigd bij het huwelijk van haar ouders, de acteur en toneelschrijver Johan W. Broedelet met Willemina Christina van den Heuvel op 29 april 1904.
Joekie Broedelet speelde in haar lange loopbaan aan het toneel meer dan honderd rollen, zowel grote en belangrijke rollen als kleine rolletjes. Vaak speelde ze daarbij de meer komische types. Ook vertaalde ze toneelwerk en regisseerde ze toneelstukken. Daarnaast was ze te zien in diverse televisieprogramma’s en speelfilms. Ze zou tot op hoge leeftijd blijven acteren. 
Broedelet debuteerde in 1923 bij de groep van Cor Ruys: "Princessegezelschap". In 1928 huwde ze met de schrijver Jan Campert, met wie ze in 1929 een zoon kreeg, de latere dichter en schrijver Remco Campert. In de jaren 1930 speelde ze enige tijd bij het Hofstad Tooneel.  
Om in oorlogstijd te mogen blijven werken, schreef Broedelet zich tijdens de Tweede Wereldoorlog in bij de Nederlandsche Kultuurkamer. Kort voor de dood van haar vader in 1946 speelde ze in twee door hem geschreven blijspellen “De Klimgeit” en “Komediespelen”.
In 1950 speelde ze in de stukken “Als ik wilde…” (van Paul Géraldy) “Gaslicht” (van Patrick Hamilton), waarbij ook twee maanden door Indonesië werd getoerd. In 1957 verbond ze zich aan de Haagse Comedie. In 1960 vertrok ze voor enige tijd naar de Nederlandse Antillen als regisseuse van amateurgezelschappen.
Haar televisiedebuut was in de jaren 50. Vanaf 1979 had ze vier keer een gastrolletje in sketches van Van Kooten en De Bie, waarbij ze meestal de rol van warrig oud dametje kreeg toebedeeld. Via Kathleen Warners, de vrouw van Jop Pannekoek, kwam ze vervolgens in Sesamstraat terecht, en speelde ze zo’n drie jaar lang de eigenwijze oma van Frank. Ook was ze eind jaren 80 samen met Marjolein Sligte te zien in het eerste seizoen van Medisch Centrum West, waarin beide dames als Katrien Wolverton en mevrouw Groen de komische noot van de serie voor hun rekening namen.

## Toneel (onvolledige lijst)
- 1946 - De Klimgeit
- 1946 - Komediespelen

- 1950 - Als ik wilde… (stuk van Paul Géraldy)
- 1950 - Gaslicht (stuk van Patrick Hamilton)

- 1972 - En nu naar bed
- 1974 - Martha (stuk van Wim T. Schippers)[8]

## Film en televisie
- 1936 - Merijntje Gijzen's Jeugd, moeder van Merijntje (speelfilm)
- 1963 - De Vergeten medeminnaar (speelfilm)
- 1971 - Swiebertje, Frieda Zilverschoon (televisie)
- 1974 - Centraal station, Jansje (televisie)
- 1975 - Wassen en föhnen (televisie)
- 1979 - Grijpstra & De Gier, Miesje Verboom (speelfilm)
- 1979 - Een pak slaag, vrouw Jonkind (speelfilm)
- 1979 - Op hun pik getrapt, bejaard slachtoffer van Jacobse en van Es, die haar tuin 'winterklaar' willen maken (televisie, Van Kooten en De Bie)
- 1986 - Maria, mevrouw Van Ooyen (speelfilm)
- 1988-1991 - Sesamstraat, oma van Frank (televisie)
- 1988 - Medisch Centrum West, mevrouw Groen (televisie)
- 1991 - In voor- en tegenspoed, zus van nicht Mies (televisie)

## Boek
Reisverhalen
- 1959 - Je neemt jezelf overal mee (reisverhalen)

## Secundaire literatuur
- 1985 - Bibeb & de kunst : vraaggesprekken met Kitty Courbois, Maja van Hall, Barbara Sukowa, Marte Röling, Leo Vroman, Tineke Vroman, Joekie Broedelet, Elisabeth Andersen, John Kraaykamp, Drs. P, Jan Schoonhoven, Co Westerik, Herman Gordijn, Lucebert door Bibeb (Elisabeth Maria Lampe-Soutberg).